# Viktor Viktorovics Hej
Viktor Viktorovics Hej (ukránul: Віктор Вікторович Гей; Alsókerepec, 1996. február 2. –) ukrán labdarúgó, a Vasas védője.

## Pályafutása
Hej 2015 és 2016 között az ukrán élvonalbeli Hoverla Uzshorod labdarúgója volt. 2016-tól 2023-ig a Kisvárdánál szerepelt. 2023-ban az MTK-hoz igazolt, majd 2025-ben a Vasas játékosa lett.

## Sikerei, díjai

### Klubcsapatokban
Kisvárda
- NB I ezüstérmes: 2021–22